# Olulis puncticinctalis
Olulis puncticinctalis är en fjärilsart som beskrevs av Walker 1863. Olulis puncticinctalis ingår i släktet Olulis och familjen nattflyn. Inga underarter finns listade i Catalogue of Life.